# Waljanzin Bjalkewitsch
Waljanzin Mikalajewitsch Bjalkewitsch (belarussisch Валянцін Мікалаевіч Бялькевіч, russisch Валентин Николаевич Белькевич ‚Walentin Nikolajewitsch Belkewitsch‘; * 27. Januar 1973 in Minsk; † 1. August 2014 in Kiew, Ukraine) war ein belarussischer Fußballspieler.

## Karriere
Der Belarusse begann seine Karriere bei Dinamo Minsk. Im September 1994 wurde er wegen Dopings von der UEFA für ein Jahr gesperrt, da er in einem UEFA-Cup-Spiel positiv auf Nandrolon getestet worden war. 1995 wurde er belarussischer Fußballer des Jahres. 1996 wechselte er von seinem Heimatverein Dinamo Minsk zum ukrainischen Rekordmeister Dynamo Kiew, mit dem er im Zeitraum von zwölf Jahren neunmal die ukrainische Meisterschaft und siebenmal den ukrainischen Pokal gewann und 1999 als Spielmacher von Kiew das Champions-League-Halbfinale erreichte. 2008 wechselte er zum aserbaidschanischen Erstligisten İnter Baku, wo er nach nur fünf Einsätzen seine aktive Laufbahn beendete.
Für die belarussische Nationalmannschaft bestritt er bis zu seinem Rücktritt 2005 56 Länderspiele, in denen er zehn Treffer erzielte.
2008 erhielt er die ukrainische Staatsbürgerschaft.

## Privates
Er war von 2004 bis 2006 mit der ukrainischen Popsängerin Hanna Sjedokowa (* 1982) verheiratet. Im Dezember 2004 wurde eine gemeinsame Tochter geboren. Am 1. August 2014 starb er durch ein Gefäßaneurysma. Er wurde am 3. August 2014 auf dem Baikowe-Friedhof in Kiew beerdigt. Zwei Jahre später wurde auf seinem Grab ein Grabmal errichtet.

## Erfolge
Verein
- Belarussische Meisterschaft: 1992, 1993, 1994, 1995
- Belarussischer Pokal: 1992, 1994
- Ukrainische Meisterschaft: 1997, 1998, 1999, 2000, 2001, 2003, 2004, 2007
- Ukrainischer Pokal: 1998, 1999, 2000, 2003, 2005, 2006, 2007
- Ukrainischer Supercup: 2004, 2006, 2007
- GUS-Pokal: 1997, 1998, 2002

Persönliche Auszeichnungen:
- Fußballer des Jahres in Belarus: 1995
- Bester Fußballer der ukrainischen Liga: 2001
- Bester Vorlagengeber der ukrainischen Liga: 2000, 2001